# Liaison
Liaison är en brittisk-fransk thrillerserie från 2023 som hade premiär på strömningstjänsten Apple TV+ den 24 februari 2023. Första säsongen består av sex avsnitt.

## Handling
Serien handlar om Alison Rowdy, en agent som arbetar för den brittiska regeringen, och Gabriel Delage som tidigare arbetade på Direction Générale de la Sécurité extérieure. De två blir inblandade i ett antal händelser, bland annat en cyberattack riktad mot London.

## Roller i urval
| Vincent Cassel   | – Gabriel Delage    |
| Eva Green        | – Alison Rowdy      |
| Peter Mullan     | – Richard Banks     |
| Gérard Lanvin    | – Dumas             |
| Stanislas Merhar | – Didier Taraud     |
| Irène Jacob      | – Sophie Saint-Roch |